# 圣伊波利特 (吉伦特省)
圣伊波利特（法語：Saint-Hippolyte，法語發音：[sɛ̃.t‿ipɔlit] ⓘ）是法国吉伦特省的一个市镇，属于利布尔讷区。

## 地理
圣伊波利特（44°52'17"N, 0°7'36"W）面积4.45 平方千米，位于法国新阿基坦大区吉倫特省，该省份为法国西南部沿海省份，是法國本土面积最大的省，北起滨海夏朗德省，西临大西洋，南至朗德省，东南接洛特-加龍省，东临多爾多涅省。
与圣伊波利特接壤的市镇（或旧市镇、城区）包括：圣克里斯托夫-德巴尔德、圣艾蒂安德利斯、圣洛朗德孔布、圣佩达尔芒。

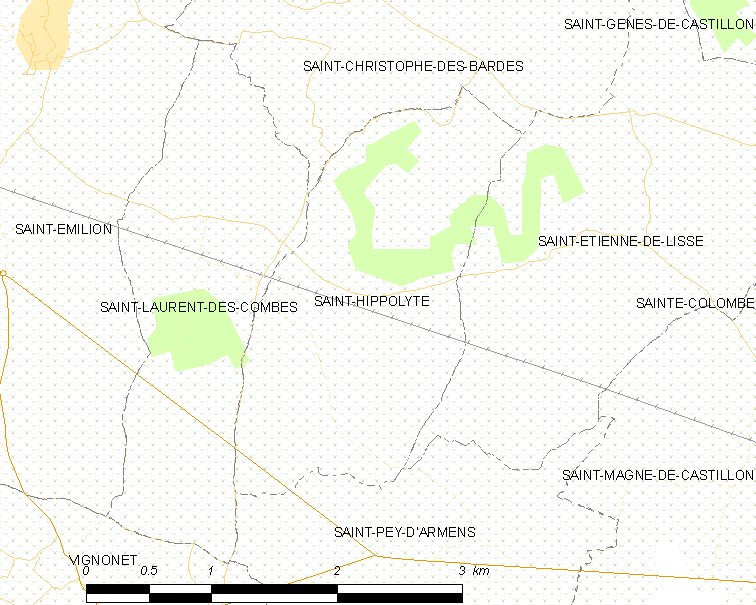
的OSM定位图

圣伊波利特的时区为UTC+01:00、UTC+02:00（夏令时）。

## 行政
圣伊波利特的邮政编码为33330，INSEE市镇编码为33420。

## 政治
圣伊波利特所属的省级选区为多尔多涅山丘县。

## 人口

1962-2008年间人口变化图示

圣伊波利特于2022年1月1日时的人口数量为124人。